# Bingo (film, 1991)
Pour les articles homonymes, voir Bingo (homonymie).
Pour plus de détails, voir Fiche technique et Distribution.
Bingo est un film américain réalisé par Matthew Robbins, sorti en 1991.

## Synopsis
Le jeune colley Bingo aurait pu faire une carrière au cirque, tellement il est malin, mais il en est chasse. Il est recueilli clandestinement par Chuckie, un petit garcon qu'il a sauvé de la noyade. Quand les parents de ce dernier découvrent la présence de l'animal, ils déménagent.

## Fiche technique
- Titre original et français : Bingo
- Réalisation : Matthew Robbins
- Scénario : Jim Strain
- Musique : Richard Gibbs
- Pays d'origine :  États-Unis
- Sociétés de production : Tri-Star Pictures et Thomas Baer Productions
- Genre : Comédie
- Durée : 89 minutes
- Date de sortie : 9 août 1991

## Distribution
- Lacey : Bingo
- Cindy Williams : Natalie Devlin
- David Rasche : Hal Devlin
- Robert J. Steinmiller Jr. : Chuckie Devlin
- David French : Chickie Devlin
- Kurt Fuller : Lennie
- Joe Guzaldo : Eli
- Robert Thurston : M. Thompson
- Sheelah Megill : Mme Thompson
- Chelan Simmons : Cindy Thompson
- Kimberley Warnat : Sandy Thompson
- Glenn Shadix : Duke
- Janet Wright : Emma Lois
- Wayne Robson : Four Eyes
- Suzie Plakson : Ginger
- Simon Webb : Steve
- Tamsin Kelsey : Bunny
- Betty Linde : Mme Wallaby
- James Kidnie : l'avocat de la défense
- Norman Browning : le procureur
- Blu Mankuma : le flic en moto
- Jackson Davies : le vétérinaire
- Antony Holland : le vétérinaire du cirque
- Bill Meilen : Vic
- Stephen E. Miller : le shérif Clay
- Drum Garrett : le laveur
- Howard Storey : l'entraîneur
- Denalda Williams : l'assistante médicale
- Gloria Macarenko as Reporter
- Sylvia Mitchell : la sténographe judiciaire
- Frank Welker : les effets vocaux spéciaux